# علم الأحياء الغريب

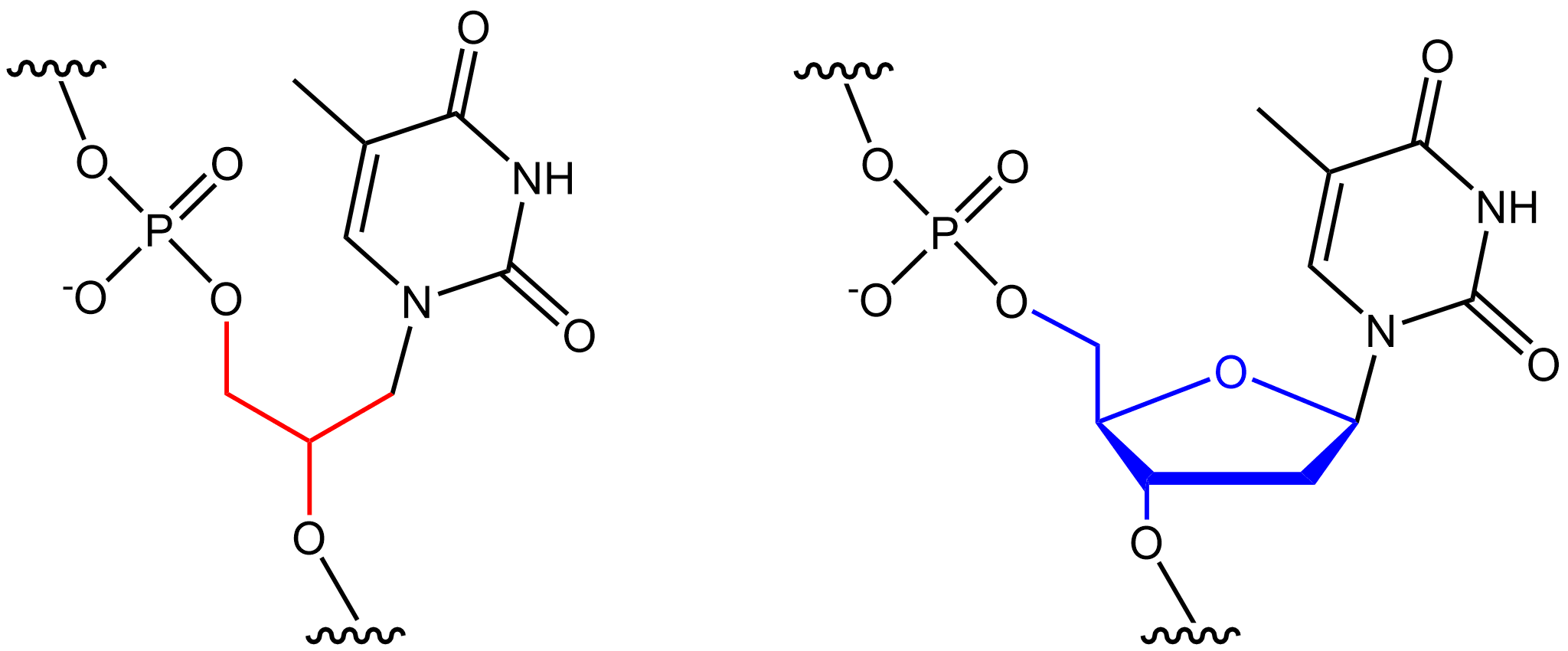
مقارنة بين بقايا T في الحمض النووي الجليكول والحمض النووي الطبيعي

علم الاحياء الغريب (بالإنجليزية: Xenobiology)‏ هو حقل فرعي من علم الأحياء التركيبي، وهي دراسة كيفية التحكم وصناعة الأجهزة والأنظمة البيولوجية.

## الإصطلاح
تأتي كلمة Xenobiology من Xeno، وتعني (ضيف، غريب، اجنبي) وBiology من العلوم الحياتية.
علم الأحياء الغريب يصف شكل من العلوم الحياتية التي ليست «إلى الآن» مألوفة في مجال العلوم، وليست موجودة في الطبيعة.عملياً، تصف شكلاً جديداً غير مألوف في الأنظمة البيولوجية والكيمياء الحيوية التي تختلف عن نظام العقيدة المركزية (Central dogma). على سبيل المثال، بدلاً من الحمض النووي ريبوزي منقوص الأكسجين (DNA) والحمض النووي الريبوزي (RNA)، يبحث علم الأحياء الغريب (XB) عن أحماض نووية نظيرة، تسمى (XNA)، أي مضاهئات الأحماض النووية، كناقل للمعلومات الوراثية.
وهذا العلم يركز على الشيفرة الوراثية الممتدة، ودمج الأحماض الأمينية التي لا تصنع بروتين، إلى بروتينات.

## الفرق بين علم الأحياء الغريب (Xenobiology) وعلم الأحياء الفلكي (Astrobiology)
"Astro" تعني نجمة، و"exo" تعني خارج.
كلا الexo والAstrobiology يتعاملا في البحث عن حياة متطورة طبيعياً في الكون، خاصة كواكب أخرى التي يمكن العيش فيها. بينما علماء أحياء الفلك (Astrobiologists) مهتمون في اكتشاف حياة في مكانٍ آخر في الكون وتحليلها. علم الأحياء الغريب تقوم في محاولة تصميم أشكال حياة مختلفة في الشيفرة الوراثية أو في الكيمياء الحيوية عن الموجودة على كوكب الأرض.

## أهداف علم الأحياء الغريب
1. لديها القدرة على كشف العلم الأساسي للعلوم الحياتية وأصل الحياة.
2. تعد مدخلاً لإنشاء وتطوير نظام الإنتاج الصناعي بقدراتٍ جديدة كمقاومة مسببات الأمراض. قدرات البروتينات قد تتغير عند استخدام أحماض أمينية إضافية من بين الأكثر من ال700 المعروفة في الكيمياء الحيوية، حيث تؤدي إلى ان تصبح هذه البروتينات أكثر فعالية في وظائفها المحفزة أو الهامة.
3. أيضاً، علم الأحياء الغريب يتيح الخيار في تصميم «جدار ناري وراثي»، وهو نظام احتواء أو حماية بيولوجية غير مألوفة، التي تساعد في تعزيز وتنويع نظم الحماية من الأخطار البيولوجية الحالية.

## نهج علمي
الهدف من علم الأحياء الغريب، هو تصميم وبناء أنظمة بيولوجية تختلف عن نظائرها الطبيعية بمستوى أساسي واحد أو أكثر. ومن الناحية المثالية، هذه الكائنات الجديدة للطبيعة قد تختلف من كل جانب من جوانبها البيوكيميائية التي تُظهر شيفرة وراثية مختلفة تماماً.
إن الهدف الأكبر هو تصنيع خلية قادرة على تخزين معلومات وراثية ليس في الDNA، بل كبوليمر آخر قادر على حفظ المعلومات الوراثية ويحتوي على أحماض نووية مضاهية (XNA) وأيضاً أزواج قاعدية مختلفة باستخدام أحماض أمينية التي ليست من ضمن الأحماض الأمينية العشرين، وشيفرة وراثية مختلفة. إلى الآن، تم تصنيع خلايا تحمل ميزة أو ميزتين من هذه المميزات.

## روابط خارجية
https://www.ncbi.nlm.nih.gov/pmc/articles/PMC2909387/